# Max-Planck-Institut zur Erforschung von Gemeinschaftsgütern
Das Max-Planck-Institut zur Erforschung von Gemeinschaftsgütern wurde 2004 gegründet. Es ist eines von 85 Instituten der Max-Planck-Gesellschaft (Stand Juli 2023) und dort in der geistes-, sozial- und humanwissenschaftlichen Sektion vertreten. Das Institut hat seinen Sitz in der ehemaligen Residenz des ägyptischen Botschafters im Bonner Ortsteil Gronau (Kurt-Schumacher-Straße 10).
Das Institut ging hervor aus der seit 1997 unter der Leitung von Christoph Engel arbeitenden Projektgruppe Recht der Gemeinschaftsgüter. Die Projektgruppe wurde als Teil der Ausgleichsmaßnahmen für den Umzug der Bundeshauptstadt nach Berlin gegründet. Engel ist seit Bestehen des Instituts Direktor. Zweiter Direktor war von April 2004 bis zu seiner Emeritierung der Ökonom Martin Hellwig. Nachfolger Hellwigs ist seit 2017 der österreichische Volkswirt Matthias Sutter. Vorgängerin von Hellwig war die Politologin Adrienne Héritier.
Forschungsgegenstand des Instituts sind einerseits Güter, die nicht marktwirtschaftlich gehandelt werden, wie zum Beispiel die natürlichen Lebensgrundlagen Luft, Wasser, Boden. Andererseits beschäftigt sich das Institut mit öffentlichen Gütern, von deren Versorgung niemand ausgeschlossen werden kann, wie Energie, Abfallentsorgung und Telekommunikation. Das Institut verfolgt dabei einen interdisziplinären Ansatz: Neben Recht und Ökonomie sind Politikwissenschaft und Psychologie vertreten.
Für das Tool „JournalTouch“, das Mitte 2014 eingeführt wurde, wurde die Bibliothek des MPI für Gemeinschaftsgüter mit dem Preis „Zukunftsgestalter in Bibliotheken“ des Jahres 2015 ausgezeichnet.

## Max Planck Law
Das Institut ist Mitglied des Doktoranden- und Postdoktoranden-Forschungsnetzwerks „Max Planck Law“, das Veranstaltungen organisiert und die Karriereentwicklung fördert.